# Phozon
Phozon (フォゾン?, Fozon) è un videogioco arcade di genere rompicapo sviluppato e pubblicato dalla Namco nel 1983. Non vide mai un'uscita in Occidente. Venne incluso all'interno della raccolta Namco Museum Vol. 3 per PlayStation.

## Modalità di gioco
Il giocatore assume il controllo del Chemic, un piccolo atomo nero con punte rosse che deve aderire ai Molek di passaggio (di quattro colori diversi: ciano, verde, rosa e giallo) per duplicare i modelli mostrati al centro dello schermo; se un Molek aderisce al Chemic in modo errato, il giocatore può premere il pulsante per scollegare l'ultimo Molek connesso. Un livello viene completato replicando correttamente la formazione Molek mostrata al centro dello schermo. Il contatore giallo in basso mostra quanti Molek sono rimasti, che diminuisce man mano che compaiono più Molek. Se la barra si svuota e il giocatore non ha replicato la formazione Molek, perde una vita.
L'unico nemico nel gioco è l'Atomic, un gruppo di palline che si muove casualmente sullo schermo e uccide il Chemic al contatto. Dal secondo livello in poi, il Chemic può contrattaccare aderendo a un Power Molek. Una volta che il Chemic si è attaccato a uno, i Molek aderiti ruoteranno rapidamente e la loro velocità diminuirà per indicare l'avvicinarsi del limite di tempo finale del Power Molek.
L'Atomic occasionalmente avvia attacchi per distruggere il Chemic, che includono la divisione e la riformazione per coprire più terreno e lo sparo di Raggi Alfa e Raggi Beta che distruggono alcuni dei Molek collegati del Chemic. Ci sono in totale diciotto modelli unici che devono essere duplicati nel gioco e ogni quarta fase è una "fase impegnativa" in cui il Chemic può sparare Molek gialli in quattro direzioni contro l'Atomic.

## Accoglienza
In Giappone, la rivista Game Machine elencò Phozon nel numero del 15 dicembre 1983 come la seconda nuova unità arcade di maggior successo del mese.